# Erateina arocha
Erateina arocha är en fjärilsart som beskrevs av Druce 1892. Erateina arocha ingår i släktet Erateina och familjen mätare. Inga underarter finns listade i Catalogue of Life.